# Све сам с тобом изгубио
Све сам с тобом изгубио је седми музички албум српског певача Шабана Шаулића. Објављен је 1982. године у издању музичке куће Југодиск. На албуму се налази десет песама. Највећи хит је песма по којој је назван албум Све сам с тобом изгубио, коју је написао Раде Вучковић.

## Песме
| Бр. | Назив песме                      | Трајање |
| --- | -------------------------------- | ------- |
| 1.  | Све сам с тобом изгубио          | 04:31   |
| 2.  | Велика је срећи цена             | 03:44   |
| 3.  | То је била љубав                 | 04:47   |
| 4.  | Ја сам нашем сину и отац и мајка | 03:26   |
| 5.  | Дођи нам, сине, у госте          | 04:18   |
| 6.  | Светлана                         | 04:25   |
| 7.  | Лепо моје око плаво              | 03:42   |
| 8.  | Две су жене испред мене          | 03:08   |
| 9.  | Милују ме твоји прсти мали       | 04:23   |
| 10. | Стари друже, идемо даље          | 04:35   |

Информације
- Одговорни уредник: Новица Неговановић
- Рецензент: Света Вуковић
- Продуцент: Шабан Шаулић
- Тон мајстор: Слободан Петровић, Аца Радојичић
- Фотографија: Зоран Кузмановић
- Снимано у студију „шест” Радио Београда и у „Артист студију” Минхен